# Mangalica
Mangalica je madžarsko-srbska pasma prašičev, ki je nastala sredi 19. stoletja s križanjem srbske šumadijske pasme z madžarskimi pasmami iz Szalonne in Bakonyja ter divje svinje. Za to pasmo je značilna gosta kodrasta dlaka, podobna ovčji in debela plast maščobe.